# Vesting van Lichtenau
De Vesting van Lichtenau is een waterburcht gelegen in het Beierse Lichtenau, in het dal van de rivier Rezat. Het huidige renaissancekasteel werd in 1630 voltooid, nadat een eerder middeleeuws kasteel in 1552 verwoest werd.

## Geschiedenis
De eerste vermelding van het kasteel dateert van 1246. In 1288 kwam de vesting in handen van de heren van Heideck, die het in 1406 verkopen aan de rijksstad Neurenberg. De Neurenbergers versterken de vesting zodat deze kan dienen als bolwerk tegen het nabije vorstendom Ansbach. Tijdens de Eerste Markgravenoorlog neemt Albrecht Achilles van Ansbach de burcht op 13 augustus 1449 in, en houdt hem tot 1453 bezet.